# Friedrich Morton
Friedrich Morton (* 1. November 1890 in Görz; † 10. Juli 1969 in Hallstatt) war ein österreichischer Höhlenforscher und Reiseschriftsteller. Sein botanisches Autorenkürzel lautet „F.Morton“.

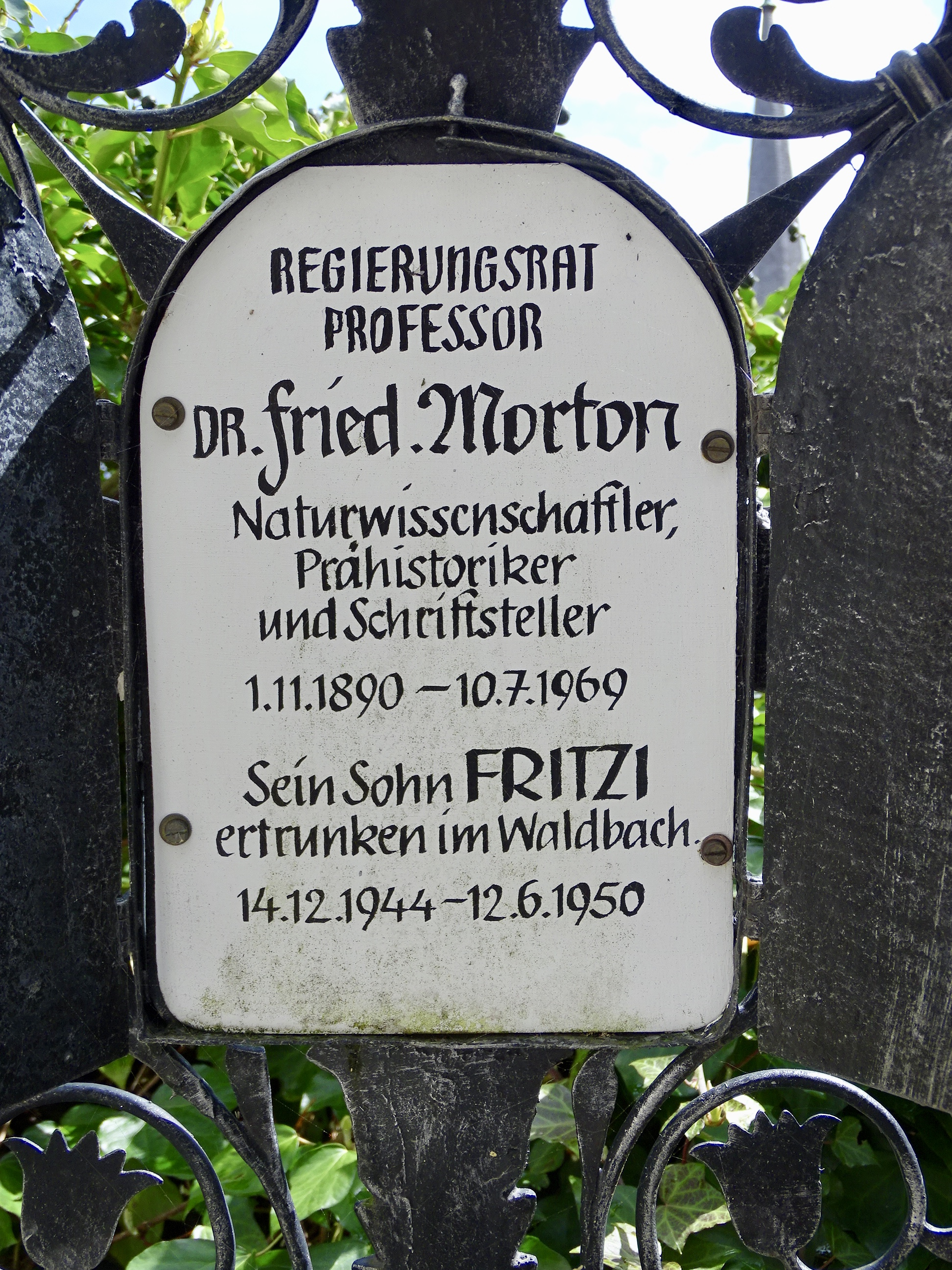
Grabinschrift in Hallstatt

Morton leitete ab 1925 das Hallstatter Museum. Am 1. Juni 1938 beantragte er die Aufnahme in die NSDAP und wurde rückwirkend zum 1. Mai desselben Jahres aufgenommen (Mitgliedsnummer 6.368.153). Zwischen 1937 und 1940 grub er ein bedeutendes Gräberfeld der Hallstattzeit aus. Er trug wesentlich zur Erforschung der Höhlen im Dachsteingebirge bei Obertraun bei.
Nach dem Zweiten Weltkrieg bereiste er die südamerikanischen Anden und beschrieb unter anderem verschiedene dort einheimische Pflanzen.